# Битка код Бул Рана (1862)
Друга битка код Бул Рана вођена је 30. августа 1862. године године током Америчког грађанског рата. Завршена је победом Конфедерације.

## Битка
Када су се снаге Џексона са коњицом генерала Стјуарта појавиле код Менесеса, генерал Поуп је са целом унионистичком армијом кренуо 16. августа са Репехенека да их одбаци са својих комуникација. Међутим, Поуп је допустио да се Џексонове снаге повуку према северозападу. Напао је тек 29. августа код Гроувтона главнину армије генерала Лија која је у међувремену стигла са југозапада. Напад је завршен неуспехом, а Поуп га је поновио следећег дана. Армија југа обухватила је унионистичку у великом луку и кренула у противнапад. Сецесионисти су освојили Болд Хил и принудили унионисте на повлачење према Сентервилу.

## Последице
Због великих губитака, сецесионисти нису прешли у напад. У бици је учествовало 65-70.000 униониста и око 54.000 сецесиониста. У операцијама од 16. до 30. августа, унионисти су имали 10.199 погинулих или рањених и 4.263 несталих и заробљених, а сецесионисти укупно око 8500.